# Errore di quantizzazione

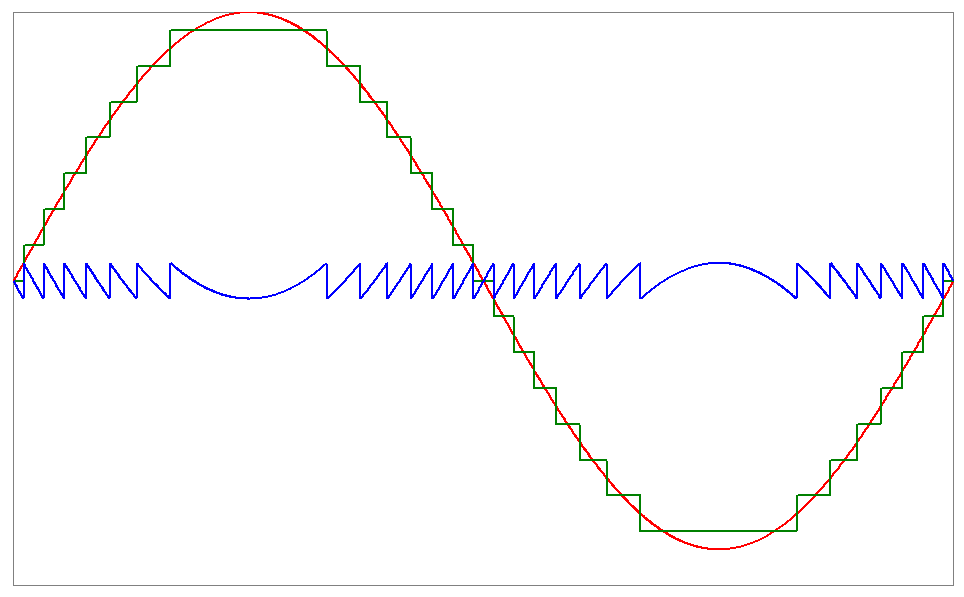
La quantizzazione del segnale sinusoidale produce un errore di quantizzazione. Il rumore di quantizzazione (in blu) è il segnale calcolabile effettuando la differenza puntuale tra il segnale quantizzato e il segnale analogico.

Nella conversione analogico-digitale, la differenza tra il segnale analogico reale e il valore digitale quantizzato dello stesso viene chiamata errore di quantizzazione o distorsione di quantizzazione. Questo errore è dovuto all'arrotondamento o al troncamento del segnale digitalizzato. Il segnale errore è talvolta considerato come un segnale casuale aggiuntivo chiamato rumore di quantizzazione a causa del suo comportamento stocastico (aleatorio).

## Modello dell'errore di quantizzazione
Solitamente il segnale analogico originale assume valori maggiori rispetto alla risoluzione del convertitore, equivalente al valore analogico corrispondente al bit meno significativo del quantizzatore. In questo caso l'errore di quantizzazione non è strettamente correlato al segnale e ha una distribuzione uniforme.
Nel caso di arrotondamento del segnale digitalizzato l'errore di quantizzazione è a media nulla e il suo valore quadratico medio coincide con la deviazione standard di questa distribuzione data da:
{\displaystyle \scriptstyle {\tfrac {1}{\sqrt {12}}}\mathrm {LSB} \ \approx \ 0,289\,\mathrm {LSB} },
dove LSB indica il bit meno significativo del quantizzatore.
Nel caso invece di troncamento del segnale l'errore non è a media nulla ma è dato da {\displaystyle \scriptstyle {\tfrac {1}{2}}\mathrm {LSB} } mentre il valore quadratico medio è pari a {\displaystyle \scriptstyle {\tfrac {1}{\sqrt {3}}}\mathrm {LSB} }. Questo significa che in un convertitore analogico-digitale a 8 bit l'errore quadratico medio, nell'arrotondamento, rappresenta lo 0,113% rispetto alla dinamica del segnale.
Per segnali di piccola ampiezza l'errore di quantizzazione è invece funzione del segnale d'ingresso e si possono verificare distorsioni a valle del filtro antialiasing. Nel caso queste distorsioni risultino superiori alla metà della frequenza di campionamento allora si verificherà l'aliasing all'interno della banda del segnale. Al fine di rendere l'errore di quantizzazione indipendente dal segnale in ingresso viene aggiunto al segnale del rumore con ampiezza equivalente a due bit di quantizzazione, che consente di eliminare completamente le distorsioni riducendo però sensibilmente il rapporto segnale/rumore. Questo processo è noto come dithering.

## Modello del rumore di quantizzazione

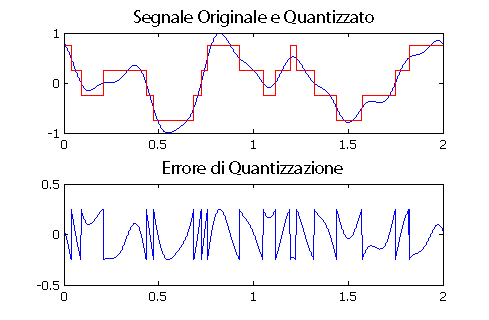
Il rumore di quantizzazione per un ADC a due bit in funzionamento a frequenza di campionamento infinita. La differenza tra il segnale in blu e il segnale in rosso nel grafico superiore rappresenta l'errore di quantizzazione che viene "aggiunto" al segnale quantizzato ed è inoltre la fonte di rumore.

Il rumore di quantizzazione è il modello usato per descrivere l'errore di quantizzazione nella conversione analogico-digitale nei sistemi di telecomunicazioni e nell'elaborazione numerica dei segnali. Si tratta un errore di arrotondamento tra la tensione analogica d'ingresso e il valore digitale all'uscita, di tipo non lineare e dipendente dal segnale in ingresso.
Esistono diversi modelli del rumore di quantizzazione. In un convertitore analogico-digitale ideale l'errore di quantizzazione è uniformemente distribuito tra {\displaystyle \scriptstyle -{\tfrac {1}{2}}\mathrm {LSB} } e {\displaystyle \scriptstyle +{\tfrac {1}{2}}\mathrm {LSB} } mentre il segnale ha una distribuzione uniforme lungo tutti i livelli di quantizzazione. In queste condizioni, il rapporto segnale/rumore di quantizzazione (SQNR) può essere calcolato come:
{\displaystyle \mathrm {SQNR} =20\log _{10}(2^{Q})\approx 6.02\cdot Q\ \mathrm {dB} \,\!}
dove Q è il numero di bit usati nella quantizzazione. I segnali più comuni che soddisfano tale condizione sono l'onda triangolare e l'onda a dente di sega e in questo caso un convertitore analogico-digitale ideale a 16 bit presenta un rapporto segnale/rumore pari a 6,02 × 16 = 96,3 dB.
Quando il segnale che si presenta all'ingresso è un'onda sinusoidale la distribuzione del segnale non è più uniforme e la corrispondente equazione risulta:
{\displaystyle \mathrm {SQNR} \approx 1,761+6,02\cdot Q\ \mathrm {dB} \,\!}
In questa condizione, si assume che il rumore di quantizzazione sia uniformemente distribuito, in particolare se il segnale d'ingresso presenta un'ampiezza elevata e un ampio spettro in frequenza. In questo caso un convertitore analogico-digitale a 16 bit presenta un rapporto segnale/rumore massimo pari a 98,09 dB, dove la differenza aggiuntiva di 1,761 dB rispetto al caso dell'onda triangolare o a dente di sega è dovuta tutta al diverso tipo di segnale (sinusoidale).
La potenza del rumore di quantizzazione può essere calcolata come:
{\displaystyle \mathrm {N} ={\frac {(\delta \mathrm {v} )^{2}}{12}}\mathrm {W} \,\!}
dove {\displaystyle \delta \mathrm {v} } è la tensione del livello.
Questo è in realtà un limite minimo teorico. Nella realtà, i valori tipici sono peggiori a causa dell'aggiunta del dithering e delle tolleranze nella circuiteria interna all'ADC. D'altra parte le specifiche spesso usano le misure effettuate secondo la pesatura A per nascondere gli effetti non udibili del noise shaping, che migliorano le misure.
Per convertitori analogico-digitali ad alta risoluzione usati per segnali complessi, questo risulta un modello accurato. Nel caso invece di per convertitori a bassa risoluzione e convertitori ad alta risoluzione per segnali piccoli o di forma d'onda semplici il rumore di quantizzazione non è uniformemente distribuito e il modello non è più accurato. In questi casi la distribuzione del rumore di quantizzazione è fortemente condizionata dall'esatta ampiezza del segnale.
I calcoli di cui sopra assumono un canale d'ingresso completamente saturo, se ciò non avviene, cioè se il segnale d'ingresso è piccolo, la relativa distorsione di quantizzazione può risultare essere molto grande. Per aggirare questo problema, nella conversione di segnali audio può essere usato un compressore del livello analogico, che però introduce a sua volta un considerevole tasso di distorsione.

## Altri campi
La quantizzazione è presente in natura già a livello fisico in molti ambiti. Esempi di questo sono l'elettronica (dove il quanto di carica è dato dall'elettrone), l'ottica (quantizzata per fotoni), la biologia (quantizzata dal DNA) e la chimica (quantizzata per atomi e molecole). In questo tipo di sistemi, questo è spesso indicato come "limite del rumore quantico". Questa è una manifestazione diversa dell'errore di quantizzazione, dove gli effetti e i modelli teorici macroscopici sono rappresentati come analogici (ossia come se fossero continui) mentre la realtà fisica elementare è quantizzata (ossia multiplo esatto di quantità elementari).